# Damian Walshe-Howling
Damian Walshe-Howling (né le 22 janvier 1971 à Melbourne, Victoria), est un acteur australien, surtout connu pour le rôle de Andrew Benji Veniamin dans la série policière australienne Underbelly, pour lequel il a gagné un prix en 2008 aux AFI Awards.

## Biographie
Il a joué entre 1995 et 1998 dans la série télévisée Blue Heelers, interprétant Adam Cooper, et il est revenu au tout dernier épisode de la série en 2006. Damian a également fait des apparitions dans les séries suivantes : Les Voisins (1993), Nos vies secrètes (2001), Marshall Law (2002), Stingers (2003), Wilfred (2007), All Saints (en) (2008), Halifax (2000) ; et aussi dans des films : Ned Kelly (2003) et Macbeth (film de 2006, avec Sam Worthington).
Walshe a eu un petit rôle dans un épisode de la série Crash Investigation Unit en 2008, diffusée sur Seven Network, ainsi que dans l’interprétation de Péricles, prince de Tyr, de William Shakespeare, par la compagnie de théâtre australienne Bell Shakespeare.
En 2010, il a joué dans le film The Reef, interprétant Luke.

## Filmographie

### Cinéma
- 2006 : Insignia (court métrage) : Paul Andrews
- 2006 : Macbeth : Ross
- 2006 : Kenny : L'homme fou dans les toilettes
- 2008 : Crushed
- 2010 : The Reef : Luke
- 2010 : The Clearing (court métrage) : Adam
- 2011 : Post Apocalyptic Man (court métrage) : Shade
- 2011 : Monkeys (court métrage)
- 2013 : Mystery Road, d'Ivan Sen : Wayne Silverman
- 2013 : Around the Block : monsieur Graham
- 2020 : 2067, de Seth Larney : Billy Mitchell

### Télévision
- 1994 : Les Voisins (série TV, 3 épisodes) : Troy Duncan
- 1994 - 2006 : Blue Heelers  (série télévisée, saison 1 à 5, 2 épisodes saison 13) : Adam Cooper
- 2007 - 2008 : Satisfaction (série télévisée, 2 épisodes, saison 1) : Gino
- 2007 : All Saints (série télévisée, 1 épisode, saison 10) : Jacob Shipper
- 2007 : Wilfred (série télévisée, 1 épisode, saison 1) : Keith
- 2008 : Underbelly (série télévisée, 6 épisodes, saison 1) : Andrew Benji Veniamin
- 2009 : East West 101 (série télévisée, 1 épisode) : Tony Caruso
- 2009 : Rescue Special Ops (série télévisée, 1 épisode) : Nick
- 2009 : Whatever Happened to That Guy? (série télévisée, 1 épisode) : Jarred
- 2011 : Terra Nova (série télévisée, 7 épisodes) : Carter
- 2011 : Panic at Rock Island (téléfilm) : Rufus Mitchell